# Karawa (langue)
Pour les articles homonymes, voir Karawa.
Le karawa (ou bulawa) est une langue papoue parlée en Papouasie-Nouvelle-Guinée, dans la province de Sandaun.

## Classification
Le karawa forme avec l'awtuw et le pouye les langues ram, un des groupes rattachés aux langues sepik, une famille de langues papoues.

## Sources
- (en) Harald Hammarström, Robert Forkel, Martin Haspelmath, Sebastian Bank, Glottolog, Karawa.